# Spomenik kulture
Spomenik kulture je svjedočanstvo ljudske povijesti i razvoja, za čije očuvanje postoji javni interes. To znači, da je u svakom slučaju riječ o povjesnom objektu.
Spomenici kulture se dijele na:
- građevinske spomenike - cijela zgrada, njeni dijelovi ili vrsta i način na koji je opremljena. Spomenička vrijednost stvaralaštva vrtne umjetnosti u nekim državama se isto tako svrstava u građevinske spomenike, a u nekim imaju zasebnu kategoriju;
- ukupna područja (ansambli) - sastoje se od ukupnosti pojedinačnih područja, pojedinih zgrada i slobodnog prostora;
- pokretni spomenici kulture - umjetničko djelo (na primjer slika, skulptura ili nadgrobni spomenik) predmet opreme prostora (dio namještaja), zbirka (na primjer umjetničkih predmeta, biblioteka, arhiv);
- predmete iskopane ili nađene u zemlji - nalaze se ili su bili u tlu, na primjer grobovi, keramika, stare kovanice, ostatci naselja, nadgrobni brežuljak.

## Definiranje vrijednosti spomenika
Spomenik kulture je svjedodžba proteklih vremena i svojim izgledom pruža podatke o vremenu svog nastanka i postojanja. Vrijednost spomenika, da li objekt ima spomeničku vrijednost, utvrđuje se različito, najčešće zakonskom regulativom pojedinih država.